# أندريس كولورادو
أندريس كولورادو (بالإسبانية: Andrés Colorado)‏ هو لاعب كرة قدم كولومبي في مركز الوسط، ولد في 1 ديسمبر 1998 في El Cerrito, Valle del Cauca ‏ في كولومبيا. لعب مع ديبورتيفو كالي.

## وصلات خارجية
- أندريس كولورادو على موقع قاعدة بيانات كرة القدم.إي يو (الإنجليزية)
- أندريس كولورادو على موقع بيانات كرة القدم. دي إي (الألمانية)
- أندريس كولورادو على موقع ناشيونال فوتبول تيمز (الإنجليزية)
- أندريس كولورادو على موقع Soccerway.com (الإنجليزية)
- أندريس كولورادو على موقع عالم كرة القدم.نت (الإنجليزية)